# Betonmischer

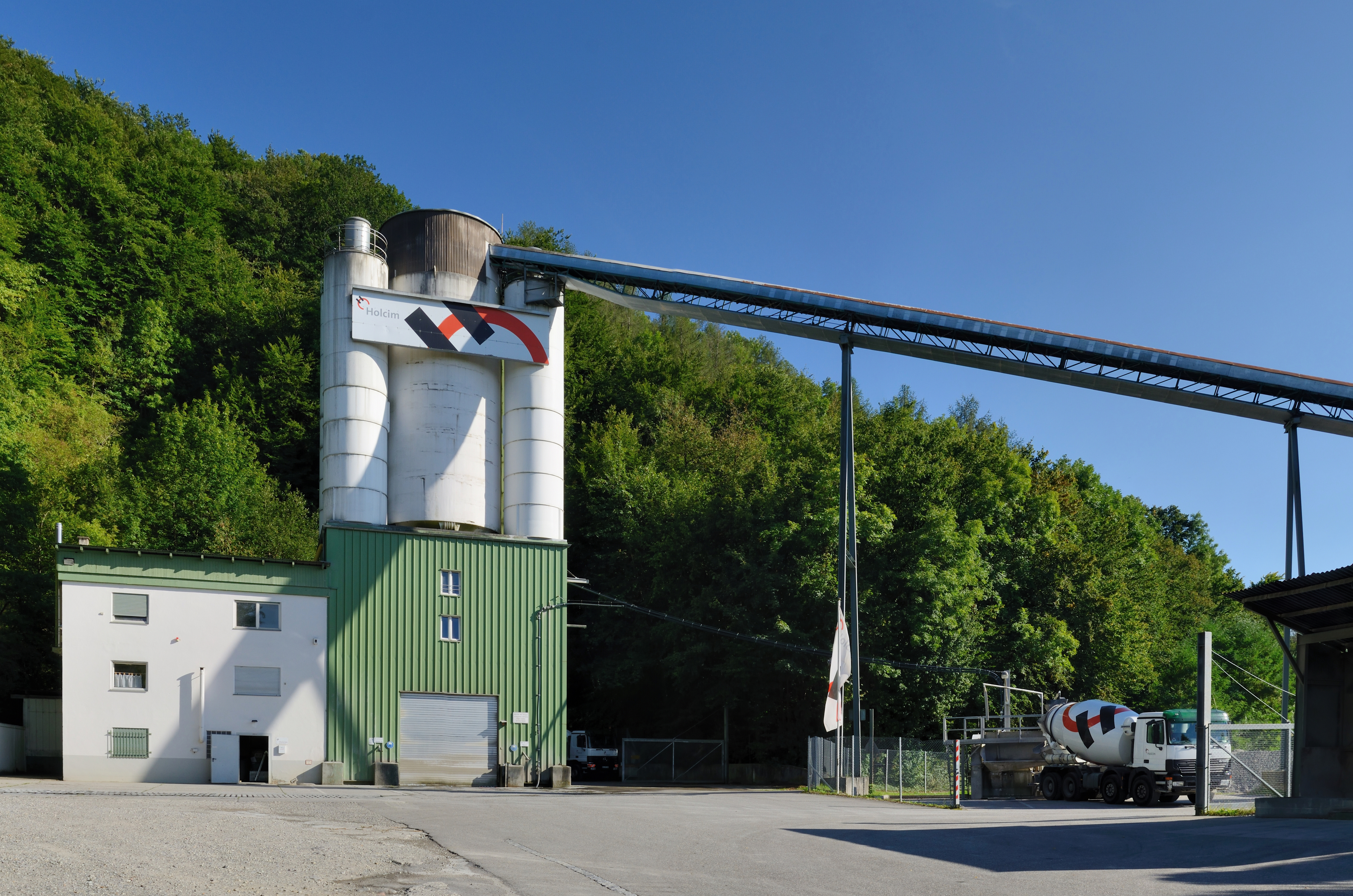
Transportbetonwerk

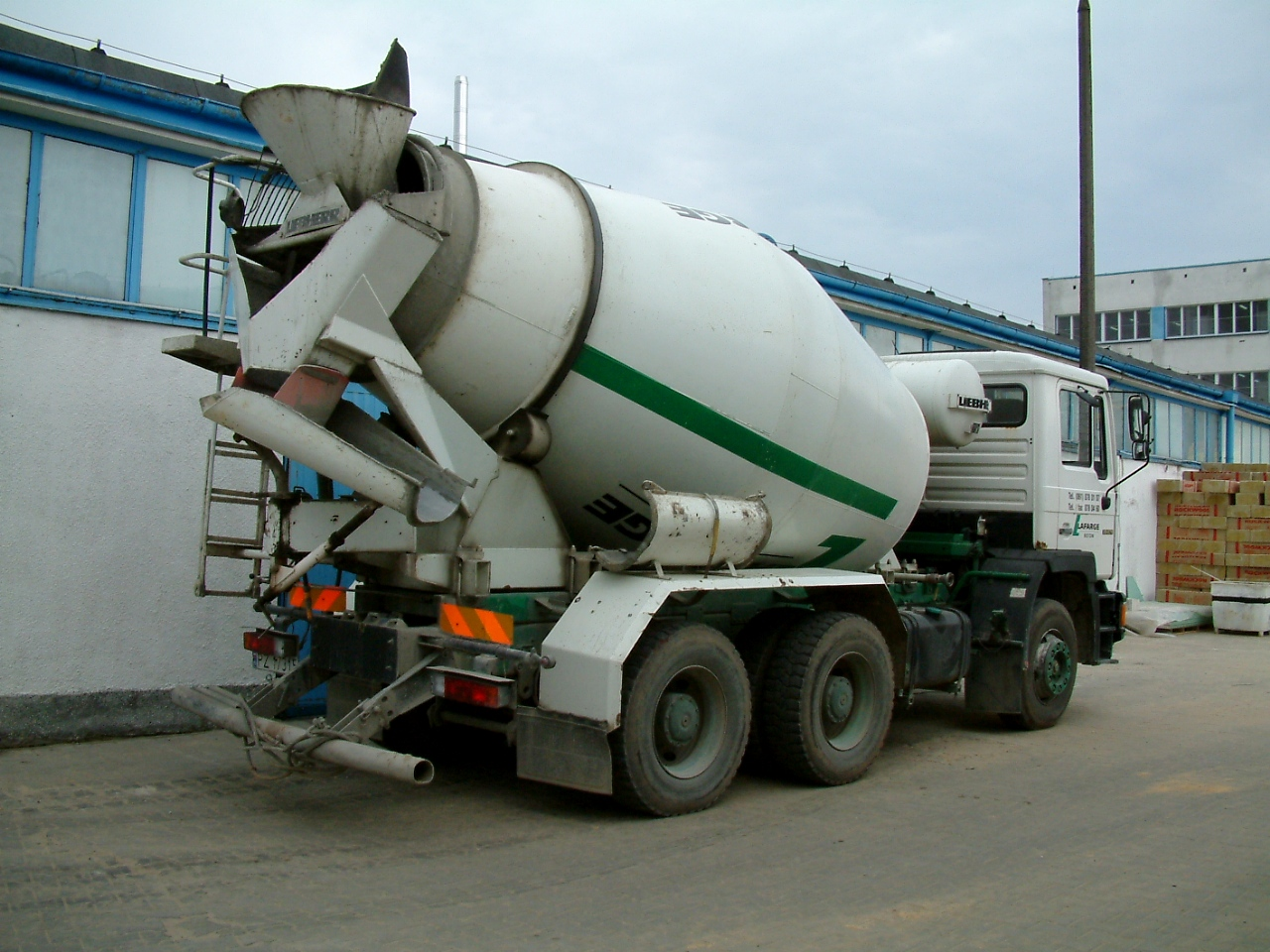
LKW-Fahrmischer zum Betontransport

Ein Betonmischer ist eine Maschine zum Mischen von Beton. Es gibt manuell zu befüllende Kleinmischer sowie Maschinen für industrielle Prozesse in unterschiedlichen Bauformen, die zusammen mit der vor- und nachgelagerten Anlagentechnik hohe und qualitätssichere Leistungen ermöglichen.

## Beton-Produktionsprozess
Beton wird aus Zement, Gesteinskörnungen (Sand, Kies oder Splitt) und Wasser hergestellt. Er kann außerdem Betonzusatzmittel und Betonzusatzstoffe (z. B. Fasern, Farben) in geringen Mengen enthalten. Zement ist der hochwertigste Bestandteil der Rezeptur, er dient nach Kontakt mit Wasser als Bindemittel. Seine gleichmäßige Verteilung und vollkommene Benetzung sind von entscheidender Bedeutung für die Betonqualität. Die Rezepturbestandteile müssen deshalb zu einer homogenen Suspension zuverlässig vermischt werden. Als Ergebnis erhält man den Frischbeton, der je nach Erfordernis eine mehr oder weniger flüssige Konsistenz aufweisen kann. Nachdem der Frischbeton in die gewünschte Schalung eingebracht ist, bindet er über die Zeit zum Festbeton als Baustoff ab.
Um den Prozess der Betonherstellung qualitätssicher und wirtschaftlich zu gestalten, hat sich ab den 50er Jahren die Transportbetonindustrie in den westlichen Industrieländern entwickelt und inzwischen weltweit durchgesetzt. Anstelle einer Herstellung auf der Baustelle wird der Beton in zentralen Transportbetonwerk hergestellt und in LKW-Fahrmischern angeliefert. In Transportbetonwerken werden für jede Charge die Betonbestandteile rezepturgerecht verwogen und danach in einem Betonmischer maschinell zum Frischbeton vermischt. Dieser Prozess wird auf einem Lieferschein dokumentiert. Der Frischbeton wird zur Baustelle transportiert und dort in die Schalung vergossen. Die drehende Fahrmischertrommel des LKWs verhindert ein vorzeitiges Binden des Betons sowie ein Entmischen. Im Sprachgebrauch werden LKW-Fahrmischer auch als „Betonmischer“ bezeichnet, was jedoch nicht korrekt ist.
Eine zweite Form der Betonerzeugung ist die Herstellung von Betonfertigteilen. Verkaufsprodukt ist in diesem Fall nicht der pastöse Frischbeton, sondern ein nach Kundenwunsch hergestelltes Endprodukt aus Beton (z. B. Träger, Pfeiler, Platten, Dachpfannen, Betonsteine, Rohre, Garagen etc.). Ähnlich wie im Transportbetonwerk findet in einem Beton-Fertigteilwerken zunächst die Herstellung des Frischbetons statt. Der Frischbeton verbleibt jedoch vor Ort und wird in weiteren Arbeitsgängen direkt zum endgültigen Fertigteil vergossen. Auch in diesem Fall ist ein maschineller Mischprozess für die zuverlässige Betonherstellung erforderlich.

## Anforderungen an einen Betonmischer
Es ist die Aufgabe eines Betonmischers, die Rezepturbestandteile des Betons zuverlässig, schnell und mit hoher Homogenität zum Frischbeton zu vermischen. Das geschieht ganz überwiegend im Chargenverfahren. Folgende Anforderungen muss ein derartiger Chargen-Mischer erfüllen:
- Erreichen des gewünschten Homogenitätsgrads in sehr kurzer Zeit
- Zuverlässige Wiederholbarkeit des Mischergebnisses
- Dokumentierbarkeit des Prozesses
- Möglichkeiten eines schnellen Rezepturwechsels
- Universelle Einsetzbarkeit für alle marktüblichen Betonrezepturen
- Geringe Betriebskosten, insbesondere bei Verschleiß und Energie
- Hohe Verfügbarkeit und Wartungsfreundlichkeit

Die Betonherstellung wird in den meisten Ländern durch ein umfangreiches Normenwerk geregelt, um Qualitätsstandards allgemein verbindlich festzulegen. Hierbei werden auch Anforderungen an den Mischprozess festgelegt.

## Gängige Bauformen eines Betonmischers

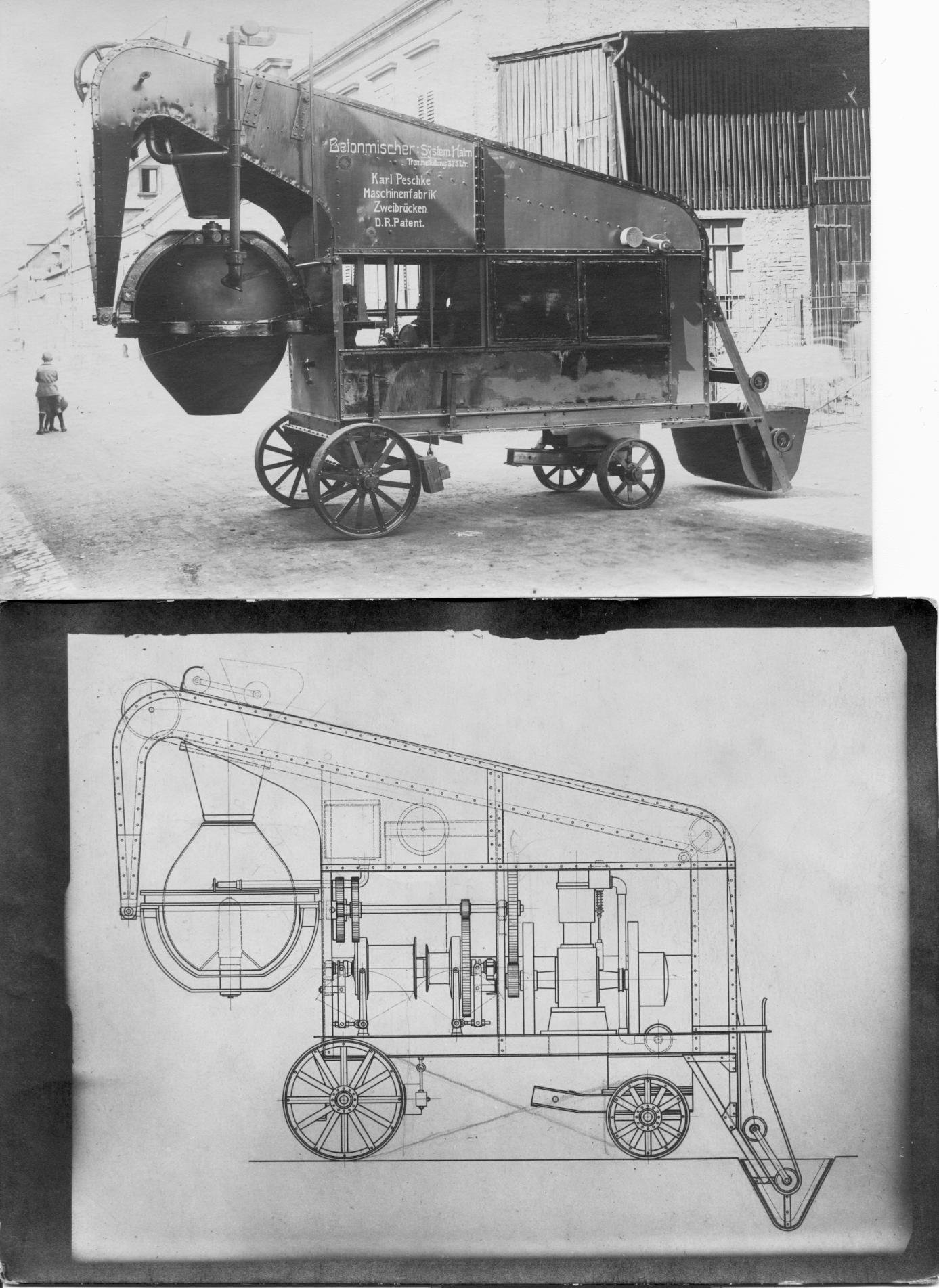
Weltweit erste Trommelmischmaschine mit kardanischer Aufhängung der Mischtrommel (Firma Pekazett)

### Fahrmischer-Mischung (Trockendosierung)
Bei der Trockendosierung werden im Transportbetonwerk die mineralischen Beton-Rezepturbestandteile nur verwogen und dann zusammen mit dem Anmachwasser in den LKW-Fahrmischer gefüllt. Die Fahrmischertrommel wird anschließend für einige Minuten mit einer erhöhten Geschwindigkeit gedreht um das Ganze zu mischen. Die Nachteile dieses Prozesses sind eine nicht ausreichend dokumentierbare Homogenität des Betons, Staubentwicklung beim Befüllen mit Zement und hoher Verschleiß der Fahrmischertrommel. Diese Herstellweise war früher in vielen Ländern verbreitet und kann heute noch in Nord-, Mittel- und Südamerika angetroffen werden.

### Trommelmischer oder Freifallmischer

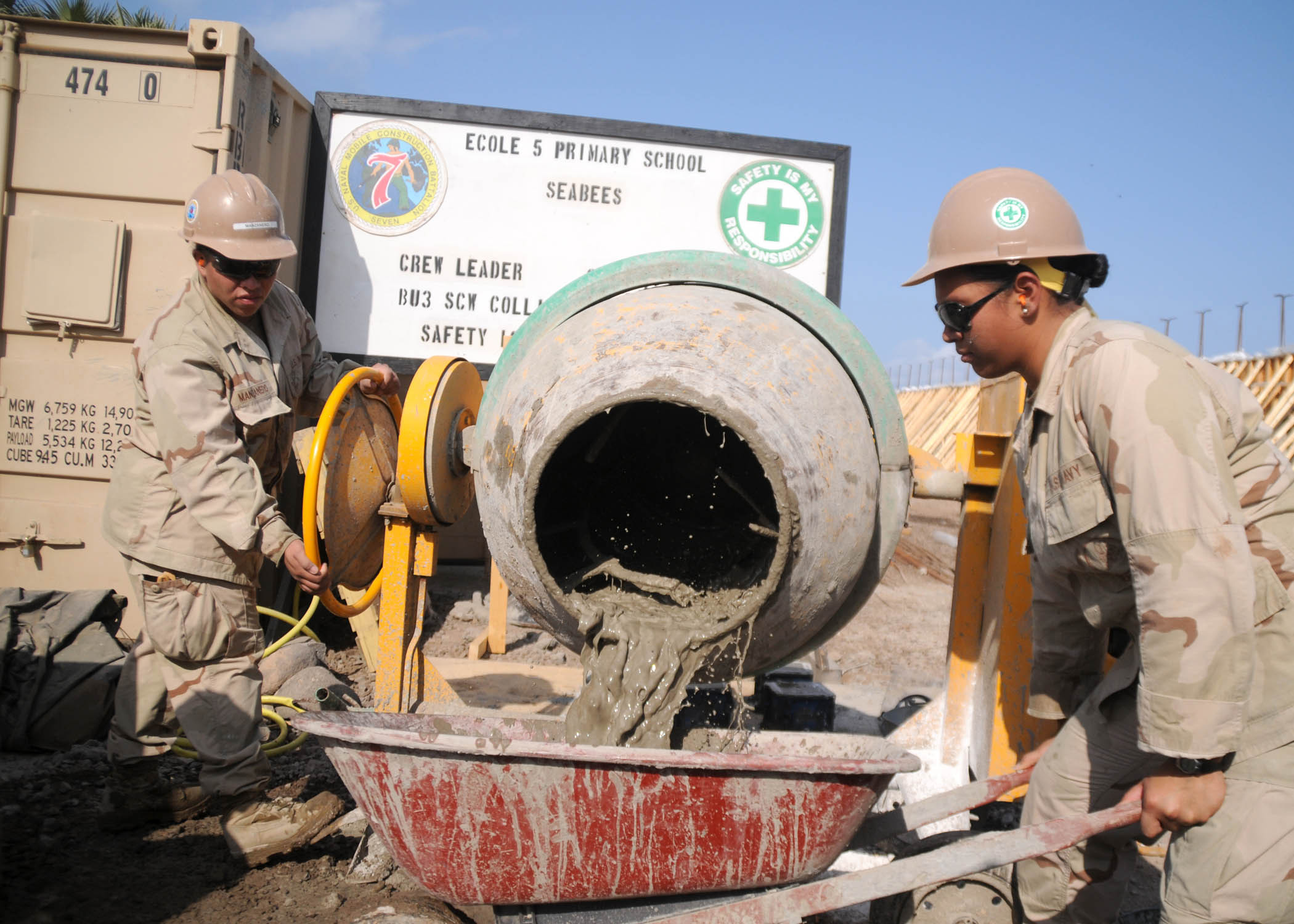
Kleiner Trommelmischer beim Entleervorgang

Diesen Mischertyp gibt es in zwei Baugrößen. Als Kleingerät mit ca. 100 Litern Trommelvolumen sind sie im Heimwerker- und teilweise auch im Handwerksbereich für den Baustelleneinsatz verbreitet. In industriellen Baugrößen mit 0,5 und mehr Kubikmeter Fassungsvermögen werden sie stationär in Transportbeton- und Fertigteilwerken eingesetzt. Das Grundprinzip ist gleich. Der Mischvorgang erfolgt in einer schräg gestellten, drehbaren Trommel. In dieser Schräglage der Trommel erfolgt auch die Beschickung durch die Trommelöffnung. Im Innern der Trommel befindet sich eine Spirale, die bei jeder Drehung einen Teil des Mischguts aufnimmt und anhebt. Bei Erreichen des oberen Drittels der Trommeldrehung fällt das Gut nach unten. Daher kommt der synonym verwendete Begriff Freifallmischer. Der Mischprozess findet beim Fallen und beim Aufprall des Mischguts sowie bei der Auswahl der Teilmenge für den Anhebevorgang statt.
Zum Entleeren gibt es zwei Möglichkeiten. Bei Trommelmischern ohne kardanische Aufhängung muss die Drehrichtung geändert werden, damit die Spiralschaufeln das Mischgut zur Öffnung fördern. Bei kardanischer Aufhängung der Mischtrommel kann die Trommelöffnung mit Hilfe einer Kippvorrichtung bei beibehaltener Drehrichtung geschwenkt und so das Material entleert werden. Kleine Trommelmischer bzw. Freifallmischer sind bei Heimwerkern und Handwerksbetrieben für die Herstellung von geringen Betonmengen auf der Baustelle unverändert verbreitet. In stationären Betonwerken in Nord-, Mittel- und Südamerika werden Freifallmischer auch heute noch als Standardtechnologie angesehen.

### Ringtrogmischer, Planetenmischer, Tellermischer
Diesen drei Mischertypen ist gemeinsam, dass sie aus einem zylindrischen Mischbehälter bestehen, der von oben befüllt wird und im Innern mit Mischwerkzeugen bestückt ist. Ringtrogmischer und Planetenmischer haben einen feststehenden Behälter, während bei Tellermischern der Behälter drehbar gelagert ist.

#### Mischer mit festem Mischtrog
Beim Ringtrog- und Planetenmischer werden die schaufelförmigen Mischwerkzeuge von oben angetrieben, sie drehen sich auf einer Ring- bzw. Planetenbahnen. Sie übernehmen dabei die Aufgabe, das Mischgut innerhalb des Mischbehälters kreisförmig zu bewegen. Durch den Schaufeleingriff erfolgt eine Teilung und nachfolgende eine Zusammenführung des Mischguts, dies bewirkt im Wesentlichen den Mischvorgang. Beim Planetenmischer erfolgt dieser Vorgang wegen des komplexeren Bewegungsablaufs wesentlich intensiver als beim Ringtrogmischer. Vielfach wird der Mischer zusätzlich mit hochdrehenden Wirblern ausgestattet, um Konglomerate zu zerstören und insgesamt den Mischeffekt zu verbessern. Die Entleerung erfolgt über einen oder zwei am Rand des Behälterbodens eingelassenen Schieber. Bei Ringtrog- und Planetenmischer ist der Füllgrad begrenzt, da der Materialaustausch im Wesentlichen zweidimensional erfolgt. Im Vergleich zu anderen Bauformen ergibt sich dadurch bei gleicher Chargenleistung eine relativ ausladende Maschinenabmessung. Auch deshalb sind diese Mischer im Wesentlichen nur bei Chargengrößen bis ca. 1,5 m³ Festbeton verbreitet.

#### Mischer mit rotierendem Mischtrog
Beim Tellermischer rotiert ein zylindrischer Mischbehälter relativ langsam um seine vertikale Achse. Im Mischraum sind je nach Baugröße ein oder mehrere exzentrisch angeordnete Mischwerkzeuge angeordnet. Im Zentrum des Mischbehälters befindet sich eine kreisrunde Entleeröffnung. Ein stationär angeordneter Wand- und Bodenabstreifer befreit die Behälterwandung von Anhaftungen und erzeugt eine Grobvermischung des Mischgutes. Dieser Grobvermischung kann durch die gegenüber der Horizontalen geneigte Anordnung des Mischbehälters und die Ausnutzung der Schwerkraft noch intensiviert werden. Bei einer gegenläufigen Drehrichtung von Mischwerkzeug und Mischbehälter ergibt sich beim geneigten Mischbehälter ein besonders ausgeprägtes dreidimensionales Bewegungsbild des Mischgutes.
Durch diese besondere Bauweise wird der Materialtransport durch den drehenden Mischbehälter vom eigentlichen Mischvorgang durch das Mischwerkzeug entkoppelt. Dadurch kann die Form des Mischwerkzeuges sowie dessen Geschwindigkeit bis zu 40 m/s frei eingestellt werden, ohne dass es zur Zentrifugation des Mischgutes an die Mischbehälterwandung kommt. Beim Tellermischer erfolgt durch den rotierendem Mischbehälter der Transport allen Mischgutes zum Mischwerkzeug ohne Relativbewegung zwischen Mischgut und Mischbehälter, der Verschleiß am Mischbehälter ist deshalb nur gering.

### Doppelwellen-Chargenmischer
Wesentliches Element dieses Mischertyps sind zwei parallel angeordnete, horizontale Wellen, die mit Mischwerkzeugen bestückt sind und gegeneinander rotieren. Das Mischgefäß ist entsprechend den beiden Mischkreisen als Doppelrundung ausgebildet. In der Mitte des Mischtrogs ergibt sich eine Überlappung der beiden Mischkreise, um die Turbulenz im Mischprozess zusätzlich zu erhöhen. Im Boden befindet sich in der Längsmitte eine Entleeröffnung, die als Drehschieber mit horizontaler Welle oder als Klapptür ausgebildet sein kann. Die Drehzahl ist mit 20 bis 30/min vergleichsweise niedrig, sie kann bei entsprechender Steuerungstechnik flexibel geändert werden. Die Mischwerkzeuge sind so ausgebildet, dass sich im Trog entlang einer Mischwelle eine schraubenförmige Bewegung des Mischguts ergibt. Am Wellenende wird das Mischgut zur anderen Welle geschaufelt, so dass sich insgesamt ein spiralförmiger Transportfluss entlang einer Kreisbahn ergibt. Dieser Bewegungsablauf bewirkt einen dreidimensionalen sowie stark zufallsgesteuerten Materialaustausch im gesamten Mischraum. Er ist die physikalische Grundlage, um in kurzer Zeit und wiederholbar eine hohe Homogenität zu erzielen.
Der Doppelwellen-Chargenmischer wird zur Herstellung aller Betonsorten im Transportbeton und im Fertigteilwerk weltweit eingesetzt. Er hat sich heute als vorherrschender Maschinentyp in neuen Betonwerken und auch in Asphaltmischanlagen in Europa sowie in Asien durchgesetzt.

## Geschichte
Einer der ersten Trommelmischer wurde im Jahre 1900 von T. L. Smith in Milwaukee entwickelt. Er wies bereits die noch heute übliche Grundkonstruktion mit kippbarer kegelförmiger Trommel (seinerzeit als Doppelkegel) mit Schaufelblättern auf. 1925 waren noch mindestens zwei 25 Jahre zuvor gebaute Mischer im Einsatz (Seriennummern 37 und 82). Die Smith Mascot entsprach im Wesentlichen der heute noch für Kleinmischer verwendeten Bauweise. Die T. L. Smith Company in Milwaukee baute in den 1920er Jahren die größten Betonmischer der Welt. Mischer der Firma kamen u. a. beim Bau des Wilson-Dammes (sechs 2-Yards- und zwei 4-Yards-Mischer, damals die größte Einzelinstallation der größten Betonmischer der Welt), dem ersten Stadium der Ohio State University und dem Exchequer-Damm zum Einsatz.